# Louis Niebuhr
Louis Niebuhr (Syke, 1936) is een Duitse beeldhouwer.

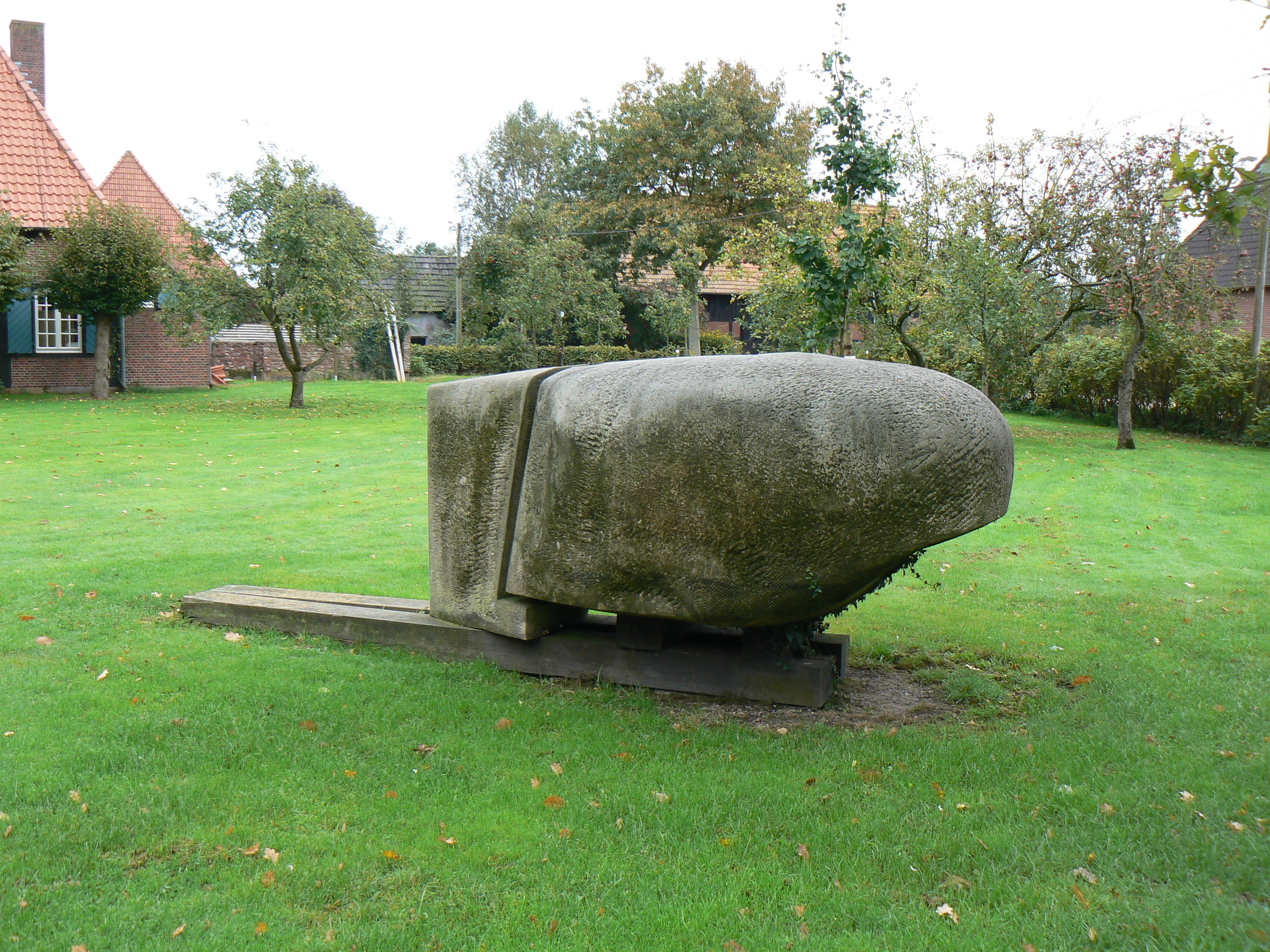
"Frenswegener Kopf" (1979)

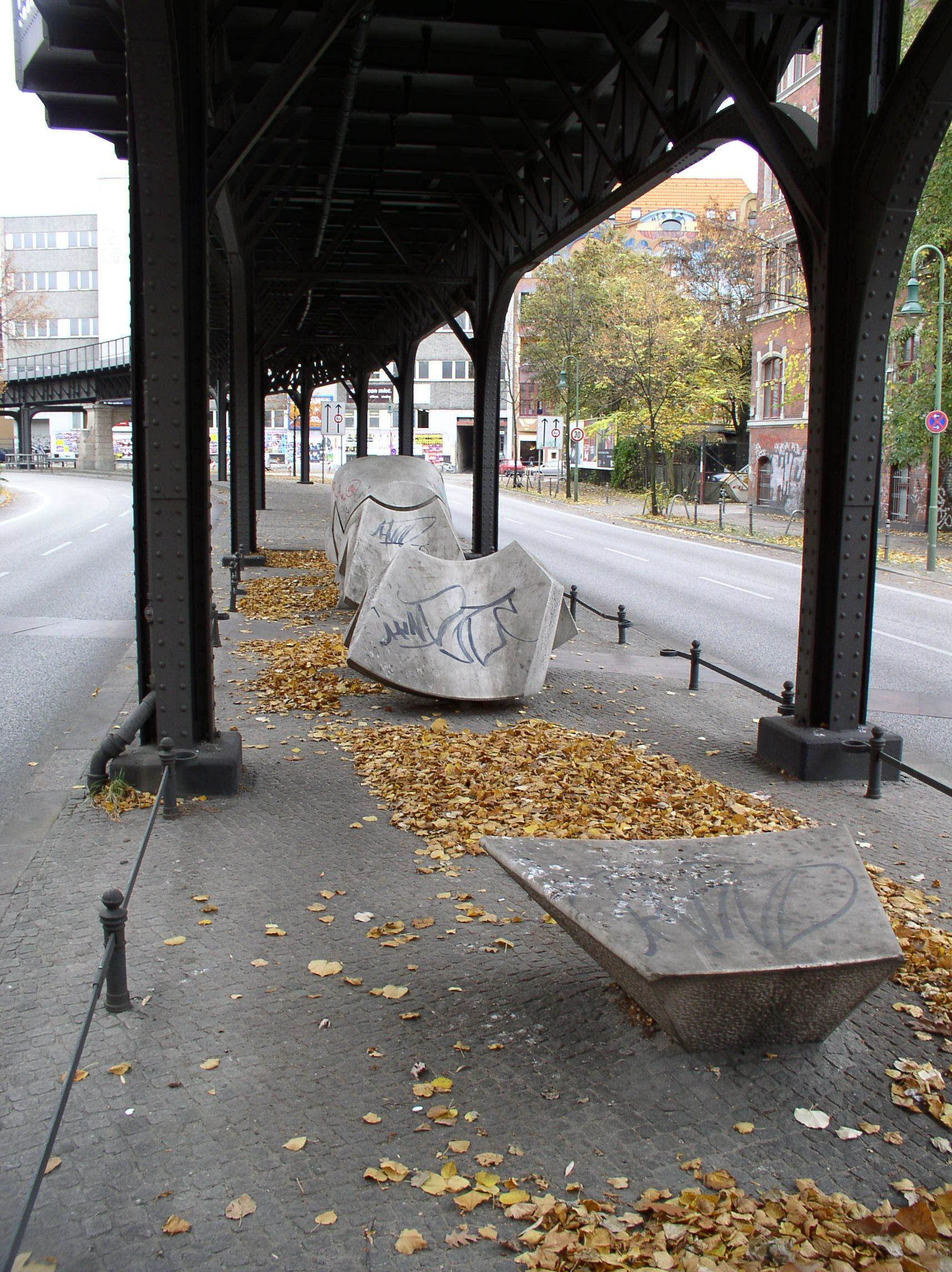
"Puppenruhe" (1987)

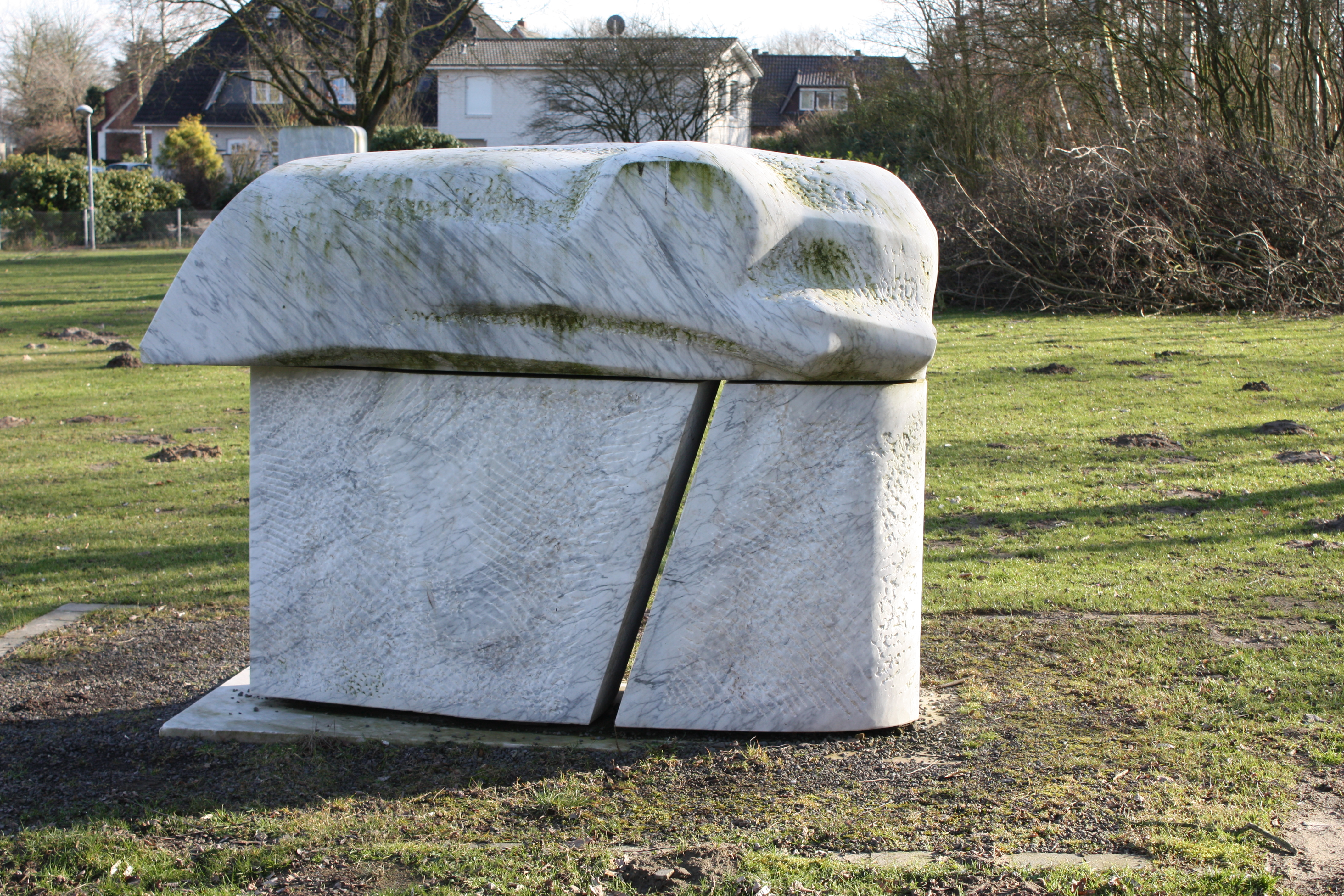
"Paläotacho" (1991)

## Leven en werk
Louis Niebuhr studeerde van 1961 tot 1966 beeldhouwkunst aan de Staatliche Kunstschule Bremen. Aansluitend, van 1969 tot 1972 doceerde hij aan de Werkkunstschule Hannover en van 1974 tot 1977 aan de Fachoberschule für Gestaltung in Bremen. Hij bracht meerdere werkbezoeken aan Carrara in Italië (1980-91) en Larvik in (Noorwegen) (1994-97).
Niebuhr woont in Syke (Nedersaksen) en is zowel in zijn geboorteplaats als internationaal als beeldhouwer werkzaam. Het werkmateriaal dat zijn voorkeur geniet is marmer. Sinds 1973 neemt hij veelvuldig deel aan symposia.  In 1991 organiseerde hij in zijn geboortestad een Europees beeldhouwersymposium.
Zijn werken bevinden zich zowel in privé- als in publieke-collecties. In 1992 werd hij met de Cultuurprijs van het District Diepholz onderscheiden. In Syke bevindt zich een aantal van zijn sculpturen in de openbare ruimte.

## Werken (selectie)
- 1967	Magnetische Geste (stucco)
- 1973	Kopf einer Frau (stucco)
- 1975	Besitzende (Brons)
- 1979	Frenswegener Kopf (Bentheimer Sandstein; Kunstwegen Nordhorn)
- 1980	Frontstellung (stucco) en Vatertag (Marmer)
- 1985	Von Donnerstag bis Heute en Waidmannsruh (Marmer; Badiglio)
- 1985	Mittagskopf (Labrador;  Larvik, Noorwegen)
- 1987	Puppenruhe (Marmer; Menschenlandschaft Berlin, Berlijn)
- 1988	Non-Stop (Marmer; Berlijn, Kemperplatz)
- 1989	Wildwechsel (Marmer)
- 1990	Auf nach Kreta (Marmer)
- 1991	Paläotacho (Carrara-Marmer) in Syke, Internationales Bildhauersymposion Formen für Europa – Formen aus Stein
- 1996	Non-Stop (Carrara-Marmer; Syke, Kreishaus-Gelände)
- 2000 	Transversale Fluchten (Beuken; Syke, Gelände Kreismuseum)
- 2001	Kernschnitte en Doppel-Delta (Beuken; Syke, Friedeholz)
- 2001	Spitzentanz (Beuken; Bassum, Parkgelände Freudenburg)
- 2003	Zeughaus (Beuken; Syke, Parkgelände Vorwerk)